# Adrien Genoudet
Adrien Genoudet, né le 10 février 1988 à Nancy, est un écrivain et réalisateur français.

## Biographie
Adrien Genoudet fait des études d'histoire et de cinéma à l'Université Paris 1 Panthéon-Sorbonne. Il est docteur en Arts visuels et en cinéma après avoir soutenu une thèse en 2018 sur les Archives de la Planète d'Albert Kahn.
Son premier roman, L'étreinte paraît en 2017, aux éditions Inculte.
Son roman Le Champ de cris,,, reçoit le prix Révélation de Printemps de la Société des gens de lettres et le Prix Millepages en 2022.
En 2016, il réalise le film Quinzaine Claire,, co-produit par Davy Chou après avoir passé plusieurs mois au Cambodge aux côtés du dessinateur Séra.
En 2020, il réalise un son premier long métrage de fiction, La lévitation de la princesse Karnak présenté entre autres au Festival Premiers Plans d'Angers et au Festival du film de Belfort - Entrevues.
En 2021, son court métrage Aucun signal reçoit le Prix du Public au Festival du film de Belfort - Entrevues et fait partie de la sélection officielle pour le César du meilleur Court Métrage Documentaire 2023.
Il a collaboré, dans le cadre d'expositions et de films, avec des artistes comme Marcelline Delbecq, Benoît Peeters et François Schuiten, Philippe De Jonckheere ou encore Yasmina Benabderrahmane, dont il a dirigé l'exposition La Bête, un conte moderne au centre d'art Le Bal en 2020.
En 2022, il crée avec Céline Pévrier, aux éditions sun/sun, la collection de livres Fléchette dont il est le directeur artistique,. Il a publié dans le cadre de cette collection des textes de Marie-Hélène Lafon, Hélène Gaudy, Maylis de Kerangal, Laura Vazquez, Marie Cosnay, Marcelline Delbecq, Amelie Lucas Gary, Fanny Taillandier, Christophe Manon, Patrick Boucheron et Philippe Artières.
Entre 2016 et 2019 il travaille en tant qu'assistant de chaire de Patrick Boucheron au Collège de France. Ensemble, ils créent la revue interdisciplinaire Entre-Temps,, dont il est le rédacteur en chef jusqu'en 2019.
En 2017, il reçoit le premier prix de la Fondation Hugot du Collège de France pour ses travaux.
Entre 2021 et 2024, il a été auteur et réalisateur pour la série Faire l'histoire et Quand l'histoire fait dates produit par Les Films d'Ici et diffusés sur Arte.

## Œuvres
- Dessiner l'histoire. Pour une histoire visuelle, Paris, Le Manuscrit, 2015, préface de Pascal Ory.  (ISBN 978-2-304-04504-8)
- L'étreinte, Paris, Inculte, Actes Sud, 2017.  (ISBN 9791095086468)
- Adrien Musée départemental Alber-Kahn, L'effervescence des images: Albert Kahn et la disparition du monde, Les impressions nouvelles, coll. « Collection des Archives de la planète / Département des Hauts-de-Seine, Musée départemental Albert-Kahn », 2020 (ISBN 978-2-87449-822-0)
- Le Champ des cris, Paris, Editions du Seuil, 2022.  (ISBN 978-2-02-151245-8)
- Enfant vu de dos, Paris, sun/sun, coll. Fléchette, 2024.  (ISBN 979-10-95233-49-7)

## Filmographie
- 2014 : Parler de la mort n'a jamais fait mourir
- 2015 : À quatre mains (court métrage)
- 2016 : Quinzaine Claire
- 2017 : La Topa (court métrage)
- 2018 : À part sous le soleil ardent (court métrage)
- 2020 : La lévitation de la princesse Karnak
- 2021 : Jardins, quatre voix (court métrage)
- 2021 : Aucun signal (court métrage)
- 2024 : L'astronef (court métrage)

## Articles et entretien (sélection)
- Sylvain George et Adrien Genoudet, "L'image violente. Entretien", revue Independencia[32].
- Corentin Lahouste, "Écrire les tribus des images : entretien avec Adrien Genoudet", Image & Narrative, n°23, 2022[33].
- Jan Baetens,"L'histoire visuelle et l’écran. Jan Baetens s’entretient avec Adrien Genoudet", Écriture et image, n°1, 2020[34].